# Pinamalayan
Pinamalayan (Bayan ng Pinamalayan) är en kommun i Filippinerna. Kommunen ligger på ön Mindoro, och tillhör provinsen Oriental Mindoro. Folkmängden uppgår till 72 951 invånare.

## Barangayer
Pinamalayan är indelat i 37 barangayer.
| - Anoling - Bacungan - Bangbang - Banilad - Buli - Cacawan - Calingag - Del Razon - Inclanay - Lumangbayan - Malaya - Maliangcog - Maningcol | - Marayos - Marfrancisco - Nabuslot - Pagalagala - Palayan - Pambisan Malaki - Pambisan Munti - Panggulayan - Papandayan - Pili - Zone II (Pob.) - Zone III (Pob.) | - Zone IV (Pob.) - Quinabigan - Ranzo - Rosario - Sabang - Santa Isabel - Santa Maria - Santa Rita - Wawa - Zone I (Pob.) - Santo Niño - Guinhawa |